# 吉利・SEA

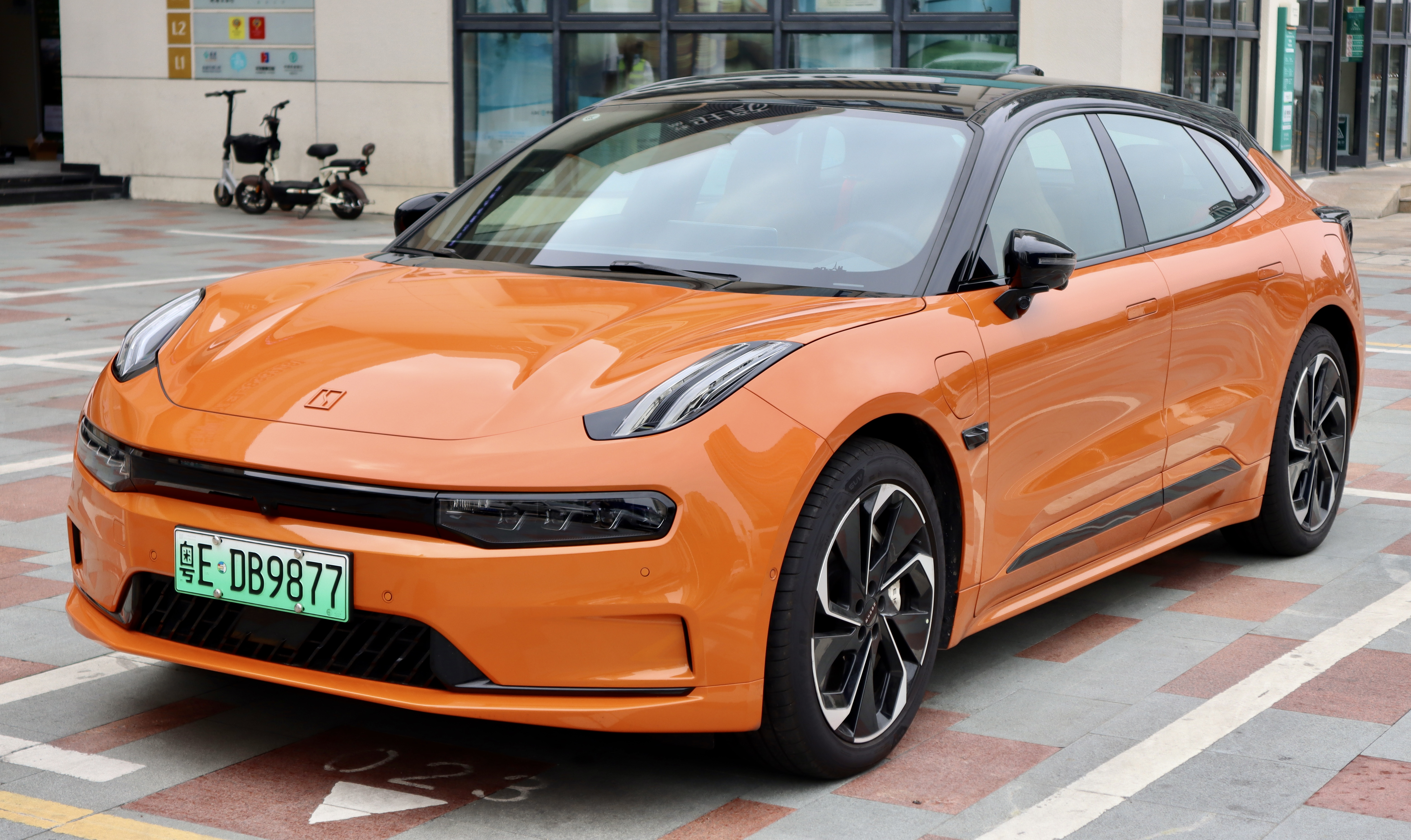
SEA第1号車のZeekr・001

SEA（Sustainable Experience Architecture、サスティナブル・エクスペリエンス・アーキテクチャー、SEA浩瀚）とは、中国の吉利汽車が開発したEV用のモジュラープラットフォームである。

## 概要
SEAは中国・スウェーデン・イギリス・ドイツの開発センターにて、3年の期間と180億元（約2783億円）の費用をかけて開発され、2020年9月に発表された。
2021年、SEAを採用した第1号車であるZeekr・001の量産が開始された。
吉利はSEAを「世界初のオープンソースアーキテクチャ」と称しており、SEAを他社へオープンに供給していくことを明言している。2022年には、ポーランドの国営エネルギー会社などが設立した新興EVメーカー「Electro Mobility Poland」に対して、Cセグメント用のSEAが提供されることが発表された。特に新興メーカーにとっては、SEAを利用することで、プラットフォーム開発の投資を抑えられるメリットがある。

## 仕様
SEAの対象とするボディタイプはAセグメントからFセグメント、商用車と多岐に渡り、また2WD・4WDどちらにも対応できるなど、幅広い拡張性を備える。
プラットフォームのパッケージには、車体と駆動システムに加え、急速充電、OTAアップデート機能や自動運転機能なども含まれる。
SEAには以下の6種類のバージョンが存在する。
- SEA1 - DセグメントからFセグメント向け、ホイールベース約3,000mm。
- SEA2 - BセグメントからDセグメント向け、ホイールベース2,650～2,900mm。
- SEA-E（Entry）- Aセグメントおよび低価格車向け、ホイールベース2,550mm。
- SEA-S（Sports）- スポーツカー向け。
- SEA-C（Commercial）- 商用ミニバンやピックアップトラック向け。
- SEA-M - 自動運転車向け。後述。

駆動用の電装システムは400Vと800Vの2種類。搭載バッテリーはCATL製で、例としてSEA-Eには58kWhと68kWhのバッテリー容量が用意される。大型のSEA1では最大100kWhの大容量バッテリーも選択できる。
モーターは1台につき最大3基まで搭載できる。また、レンジエクステンダーとして小型エンジンをリアに搭載することも可能。
吉利傘下のロータスは、SEAを独自にカスタマイズしたEPAプラットフォームを開発し、自社の車両へ採用している。

## 自動運転

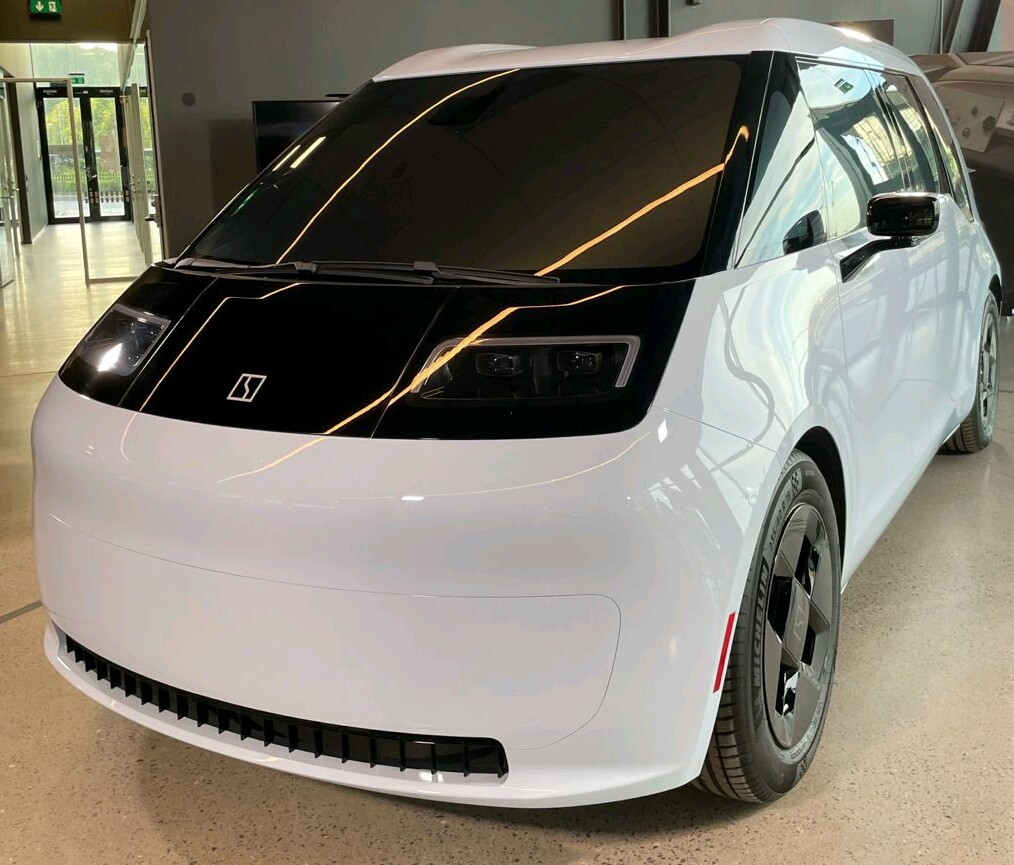
Zeekr・M-Vision

2022年11月、吉利（Zeekr）は、ウェイモと共同開発した自動運転車専用プラットフォーム「SEA-M」と、SEA-Mを使用した自動運転コンセプトカー「M-Vision」発表した。
SEA-Mは、搭載された自動運転用のインターフェースにより、レベル4以上の自動運転に対応する。自動運転が前提のためドライバーに焦点を当てた設計にする必要がなく、広大な室内空間や多彩なシートレイアウトなどにより、乗員の室内空間を最大限活用することが可能となる。ホイールベースは2,700mmから3,300mmまで対応する。
SEA-Mを採用した車両の第1号はウェイモに納入されることが発表され、今後数年を掛けてウェイモ・ワンの配車フリートとしてSEA-M車両が導入される予定である。

## 採用車種
| ブランド     | 外観 | タイプ | 車種名   | 発売年 | 備考                                  |
| ------------ | ---- | ------ | -------- | ------ | ------------------------------------- |
| Zeekr        |      | SEA1   | 001      | 2021年 |                                       |
| Zeekr        |      | PMA2+  | 007      | 2023年 | SEAをベースとした派生プラットフォーム |
| Zeekr        |      | SEA1   | 009      | 2023年 |                                       |
| Zeekr        |      | SEA2   | X        | 2023年 |                                       |
| ボルボ       |      | SEA2   | EX30     | 2023年 |                                       |
| ボルボ       |      | SEA1   | EM90     | 2024年 |                                       |
| ポールスター |      | SEA1   | 4        | 2023年 |                                       |
| スマート     |      | SEA2   | ＃1      | 2022年 |                                       |
| スマート     |      | SEA2   | ＃3      | 2023年 |                                       |
| ロータス     |      | EPA    | エレトレ | 2022年 | SEAをベースとした派生プラットフォーム |
| ロータス     |      | EPA    | エメヤ   | 2024年 | SEAをベースとした派生プラットフォーム |
| Radar        |      | SEA-C  | RD6      | 2022年 |                                       |
| 極越         |      | SEA1   | 01       | 2023年 |                                       |